# Heteroconger klausewitzi
Heteroconger klausewitzi is een  straalvinnige vissensoort uit de familie van zeepalingen (Congridae). De wetenschappelijke naam van de soort is voor het eerst geldig gepubliceerd in 1983 door Eibl-Eibesfeldt & Köster.
De soort staat op de Rode Lijst van de IUCN als niet bedreigd, beoordelingsjaar 2007.